# Хокејашка лига Бугарске
Хокејашка лига Бугасрке је по рангу највиша и једина лига хокеја на леду у Бугарској. У њој се такмиче три клуба из Софије. Највише титула до сада је освојила екипа Славије, 21 титулу.

## Клубови у сезони 2011/12.
| Клуб    | Град   | Основан |
| ------- | ------ | ------- |
| ЦСКА    | Софија | 1964    |
| Левски  | Софија | 1953    |
| Славија | Софија | 1919    |

## Шампиони
| - 1952 Червено Знаме Софија - 1953 Ударник Софија - 1954 Ударник Софија - 1955 Торпедо Софија - 1956 Червено Знаме Софија - 1957 Червено Знаме Софија - 1958 Није играно - 1959 Червено Знаме Софија - 1960 Червено Знаме Софија - 1961 Червено Знаме Софија - 1962 Червено Знаме Софија - 1963 Червено Знаме Софија - 1964 ЦДНА Софија - 1965 ЦСКА Софија - 1966 ЦСКА Софија - 1967 ЦСКА Софија - 1968 Металург Перник - 1969 ЦСКА Софија - 1970 Крака Перник - 1971 ЦСКА Софија - 1972 ЦСКА Софија | - 1973 ЦСКА Софија - 1974 ЦСКА Софија - 1975 ЦСКА Софија - 1976 Левски-Спартак Софија - 1977 Левски-Спартак Софија - 1978 Левски-Спартак Софија - 1979 Левски-Спартак Софија - 1980 Левски-Спартак Софија - 1981 Левски-Спартак Софија - 1982 Левски-Спартак Софија - 1983 ЦСКА Софија - 1984 ЦСКА Софија - 1985 Славија Софија - 1986 ЦСКА Софија - 1987 Славија Софија - 1988 Славија Софија - 1989 Левски-Спартак Софија - 1990 Левски-Спартак Софија - 1991 Славија Софија - 1992 Левски Софија - 1993 Славија Софија | - 1994 Славија Софија - 1995 Левски Софија - 1996 Славија Софија - 1997 Славија Софија - 1998 Славија Софија - 1999 Левски Софија - 2000 Славија Софија - 2001 Славија Софија - 2002 Славија Софија - 2003 Левски Софија - 2004 Славија Софија - 2005 Славија Софија - 2006 Академика Софија - 2007 Академика Софија - 2008 Славија Софија - 2009 Славија Софија - 2010 Славија Софија - 2011 Славија Софија - 2012 Славија Софија - 2013 ЦСКА Софија |

## Успешност тимова
| Титуле | Клуб                                            | Година |
| ------ | ----------------------------------------------- | --- |
| 21     | Славија Софија ХК Ударник Софија (1951-1957)    | 1953, 1954, 1985, 1987, 1988, 1991, 1993, 1994, 1996, 1997, 1998, 2000, 2001, 2002, 2004, 2005, 2008, 2009, 2010, 2011, 2012 |
| 14     | ЦСКА Софија ЦДНА Софија                         | 1964, 1965, 1966, 1967, 1969, 1971, 1972, 1973, 1974, 1975, 1983, 1984, 1986 , 2013                                          |
| 13     | Левски Софија Левски-Спартак Софија (1969-1990) | 1976, 1977, 1978, 1979, 1980, 1981, 1982, 1989, 1990, 1992, 1995, 1999, 2003                                                 |
| 7      | Червено Знаме Софија                            | 1952, 1956, 1957, 1959, 1960, 1961, 1962, 1963                                                                               |
| 2      | Академика Софија                                | 2006, 2007 |
| 1      | Крака Перник                                    | 1970 |
| 1      | Металург Перник                                 | 1968 |
| 1      | Торпедо Софија                                  | 1955 |